# Органический самораспространяющийся высокотемпературный синтез
Органи́ческий самораспространя́ющийся высокотемперату́рный си́нтез (органический СВС, ОСВС; англ. Organic self-propagating high temperature synthesis, OSHS) —  автоволновой режим экзотермического органического синтеза в твердофазных дисперсных (порошкообразных) перемешанных смесях, содержащих органические соединения. По формальным признакам относится к твердофазному горению.
Реализуется после локального инициирования (обычно — точечного нагрева) экзотермической реакции в каком-нибудь участке смеси. Далее, по законам горения очаг реакции увеличивается, распространяясь в остальные участки смеси и охватывая её целиком. Формирование целевого продукта, установление его конечного фазового и химического состава завершается во время или после остывания смеси.
Применяется для синтеза конденсированных полезных органических веществ разных классов, создания органических материалов и изделий, а также в технических устройствах и процессах. Является объектом исследования в  химии органического твёрдого тела. Предложен в 1986 г.; впервые публично доложен в 1988 г.; как самостоятельный термин впервые употребляется в. Опубликованы краткий обзор, концепция направления и перспективы развития, сведения об ОСВС внесены в энциклопедии.
Исторически возник и методологически выступает как применение известного метода самораспространяющегося высокотемпературного синтеза (СВС) неорганических продуктов в целях получения именно органических веществ.

## Особенности и преимущества процессов ОСВС
Режим ОСВС отличается от процессов СВС в неорганических системах в основном относительно низкими максимальными температурами во фронте волны синтеза (70—250 °C, против 2600-4100 °C). Причиной этого является преобладание молекулярных кристаллов с относительно небольшой энергией связи в твёрдых органических веществах, входящих в состав реагирующих смесей. 
Поэтому процессы ОСВС не сопровождаются свечением и могут наблюдаться в отражённом свете.
Это позволило впервые привлечь для in situ исследования волновых экзотермических процессов такие физико-химические методы исследования, как ЭПР, вычислительную ИК-термографию, оптическую спектроскопию в диффузно-рассеянном свете и др., существенно упростило технологическую аппаратуру и технику эксперимента, облегчило физическое и математическое моделирование.
Из числа других особенностей процессов ОСВС следует отметить более широкий диапазон дисперсности исходных порошков (за счет крупных фракций), более низкие температуры и теплоты инициирования, низкие тепловые эффекты и энергии активации.
В отличие от пиротехнических процессов, относятся к низкоэнергетическим системам, и, как правило, не сопровождаются термолизом и значимым газовыделением, приводя к получению полезных конденсированных органических продуктов разных химических классов.
От традиционных методов органического синтеза отличаются полным или частичным исключением растворителей из технологических схем («сухой синтез»), а также простотой и быстротой («клик-синтез»). Поэтому продукты ОСВС, как правило, более чистые, поскольку не содержат следов растворителя и побочных продуктов, обусловленных его наличием, а технологии — менее токсичные и взрыво- и пожароопасные.
В сравнении с известными методами спекания не нуждаются в громоздких печах, терморегулирующих и перемешивающих устройствах, являясь энергосберегающим методом.
Названные особенности в конечном итоге обусловливают дешевизну продуктов синтеза, экологическую предпочтительность и безопасность метода, и позволяют рекомендовать его как эффективный способ органического синтеза, в особенности в экстремальных условиях, когда растворители или недоступны, или нежелательны (космические и полярные станции и т. д.).

## Механизм ОСВС
Механизм ОСВС имеет ряд отличительных особенностей, обусловленных как природой органических твёрдых тел и их реакций, так и физико-химическими характеристиками волнового процесса.
Общей отличительной чертой для всех реакций ОСВС является их экзотермичность. Для ее обеспечивания в ряде случаев прибегают к дополнительным технологическим приёмам - проведению совместно с другой экзотермической химически нейтральной реакцией, после предварительной механоактивации и др..
В большинстве исследованных систем макромеханизм ОСВС включает в себя следующие стадии, разделённые в пространстве и времени: 1. незначительное (~ 5 %) реагирование смешиваемых порошков по поверхности контакта активных частиц при комнатной температуре с образованием корки продукта (капсулирование, плакирование); 2. плавление легкоплавкого компонента в зоне теплового инициирования реакции, далее выполняющего роль нагретого растворителя; 3. капиллярное растекание расплава в пористой пространственной матрице, образованной соприкасающимися частицами тугоплавкого реагента; 4. экзотермическое химическое взаимодействие, сопровождающееся фазовыми переходами как реагентов, так и продуктов реакции; 5. формирование микроструктуры твердофазных продуктов реакции; 6. самопроизвольное формирование макроструктуры прореагировавшей смеси в виде изделия, повторяющего форму реактора.
Образование корки продукта на частицах на стадии 1, с одной стороны, останавливает первоначально начавшуюся реакцию. С другой стороны, обусловливает сильное диффузионное торможение реагентов и существенно увеличивает эффективную энергию активации (Eact), так что впоследствии удаётся организовать автоволновой процесс ОСВС согласно тепловой теории горения, подавая тепловой импульс. Удалить корку, и тем самым способствовать дальнейшему взаимодействию реагентов в режиме ОСВС, можно также добавляя микроколичества растворителя. Такое сольватное инициирование противоречит тепловой теории зажигания, поскольку поджиг происходит за счет внутренних энергетических ресурсов системы и даже в условиях отъема энергии .
Процесс ОСВС сопровождается излучением акустических волн (акустическая эмиссия), несущих информацию о движении реакционной среды (образование трещин, пор, пузырьков и др.) и, следовательно - структуре конечного продукта, что положено в основу акустического метода исследования механизма ОСВС и его продуктов. Обработка акустических сигналов ОСВС спектральными методами и методами нелинейной динамики позволила также получить уникальную информацию о механизме реакции, такую, как переход порядок-хаос, смена режима горения, распределение мощности процессов по частотам и др..
Механизм массопереноса реагентов при ОСВС разный на разных стадиях реакции и в разных частях реагирующей смеси. В областях с температурой, ниже температуры плавления реагентов, преобладают твердо- и газофазная (за счет возгонки) диффузия; при температуре плавления и выше – жидкофазная и газофазная.
Молекулярные механизмы реакций ОСВС отличаются большим разнообразием, характерным для органических реакций. Так, наблюдались механизмы, неизвестные в неорганических системах, например, - переноса протона (реакции кислота-основание), в том числе эстафетный (механизм Гротгуса), радикального замещения (галогенирование), электрофильного замещения (Реакция Фриделя-Крафтса) и др..

## Продукты ОСВС
В число продуктов ОСВС входят как низкомолекулярные соединения разных химических классов (органические соли, окси- и галогенпроизводные и др.), так и полимеры. В последнем случае за процессами синтеза исторически закрепился термин «фронтальная полимеризация», первоначально применённый для жидкофазных систем, более близких к периодической реакции Белоусова . В дальнейшем фронтальную полимеризацию удалось осуществить в твердофазных системах .
Полезными продуктами, полученными к настоящему времени методом ОСВС, являются органические соли пиперазина (антигельминты), орто-карбоксибензоилферроцен и его соли (лекарственный препарат «ферроцерон», используемый при железодефицитной анемии), галогенпроизводные карбоновых кислот (моно- и диброммалоновая кислота), ацетилацетонаты металлов и др.. Список этих продуктов пополняется.
Недавно показано образование сверхстехиометрических карбидов титана TiCx x>1 (металлокарбогедрены, меткары, met-allocarbohedrene, Met-Car) при ОСВС в гибридной органо-неорганической смеси фуллерен/титан, протекающее по схеме :
хС60 → 60Cx где х = {60-1} - разрушение молекулы фуллерена на мелкие фрагменты Cx;
Ti + Cx → TiCx             - реагирование фрагментов Cx как самостоятельных единиц.
При этом наблюдается "эффект наследования" геометрической структуры исходного реагента (фуллерена) конечным продуктом, имеющих вид глобул, в которых проглядываются структурные элементы 5-го и 6-го порядка симметрии.
Продукты ОСВС обычно обладают большей чистотой в сравнении с веществами, полученными методами традиционной органической химии, т.к. в методиках синтеза растворители не используются вообще или применяются ограничено. Поэтому в качестве нежелательных примесей в них не содержатся как растворители, так и побочные продукты, образовавшиеся из растворителей или с их участием. Кроме того, при ОСВС также проявляется эффект самоочистки продукта ОСВС вследствие самопроизвольной термодесорбции летучих примесей во время синтеза.
Особые условия тепло- и массопереноса при ОСВС приводят к получению конденсированных продуктов, имеющих уникальную микроструктуру, что особенно актуально при синтезе твердофазных лекарственных препаратов, для которых важна связь “структура-свойство”.

## Применение ОСВС в технике
Смеси для СВС традиционно используются в качестве рабочего тела в автономных источниках тепла (химическая печка). В таких устройствах органические системы перекрывают низкотемпературный диапазон (70-300°С).
Как технологический прием ОСВС может использоваться для окрашивания и текстурирования поверхности разных полимеров (см. рисунок).
В некоторых случаях при ОСВС реализуется режим естественной радиальной усадки (ЕРУ) продуктов, создающий возможность получения полых композитов и изделий из органических материалов (трубы, стаканы и др.) в одну технологическую стадию горения без применения специальных формующих устройств. Режим ЕРУ реализовался при большой усадке продукта, образовании газа, конденсирующегося при остывании. Тогда становится возможным радиальное течение вспененного продукта из центра реактора, где температура максимальна, к более холодным стенкам за счёт работы пара  (см.рисунок).

## Аналоги ОСВС
Первыми аналогами ОСВС можно считать синтез серной кислоты камерным способом посредством сжигания смеси порошков серы и селитры (по признаку «молекулярная природа исходных реагентов и продуктов»), известный еще с 13 века в работах немецкого алхимика Василия Валентина ; реакция Белоусова (по признаку "автоволновой процесс") и фронтальная полимеризация в жидкой фазе (отличие по признаку «фазовый состав» реагентов),.
Дальними аналогами ОСВС можно считать другие автоволновые химические процессы, в которых волна синтеза имеет нетепловую природу.
Прототипом (наиболее близким аналогом) является СВС в неорганических системах.